# 中島厚
中島 厚（なかじま あつし, 1947年 - ）は、日本の航空宇宙工学者、制御・システム工学者。元宇宙航空研究開発機構（JAXA）主幹研究員、元信州大学特任教授。

## 人物
長野県須坂市出身。1970年に信州大学工学部を卒業、同大学院工学研究科に学ぶ。
1972年、科学技術庁航空宇宙技術研究所（現在の宇宙航空研究開発機構）に入所。以後60歳まで在籍し、宇宙工学の研究に携わる。
画像解析によってスペースデブリなどの移動天体を検出する技術の研究を行っており、この技術は小惑星や彗星の発見にもつながる。2006年に入笠山光学観測所で小惑星やスペースデブリを捜索した際は、小惑星センターに発見者に登録されているだけで新しい小惑星を3個発見し、ほかにも多数の小惑星の発見にかかわった。同観測所では中島の出身校である須坂市立相森中学校の生徒が創立60周年を記念して観測に参加した際にも複数の小惑星が発見され、番号登録が正式になされた10年後に同校の創立70周年を記念して中学校の名や須坂市の名が命名された。
また、小中学生による小惑星観測プロジェクトなど、宇宙への関心を普及する活動にも従事している。
2008年に信州大学工学部に制御システムの講座が開かれると、宇宙関連（特に人工衛星）を指導する。信州大学と県内企業による超小型人工衛星「Shindai Sat」（愛称・ぎんれい）の共同開発プロジェクトをマネージャとして率い、2014年に宇宙に打ち上げた。「ぎんれい」は可視光通信を行う人工衛星である（可視光通信実験衛星）。地元長野県では「信州初」「信州製」人工衛星として話題になった。
2015年3月、信州大学特任教授を退任。